# از پیدایش روم

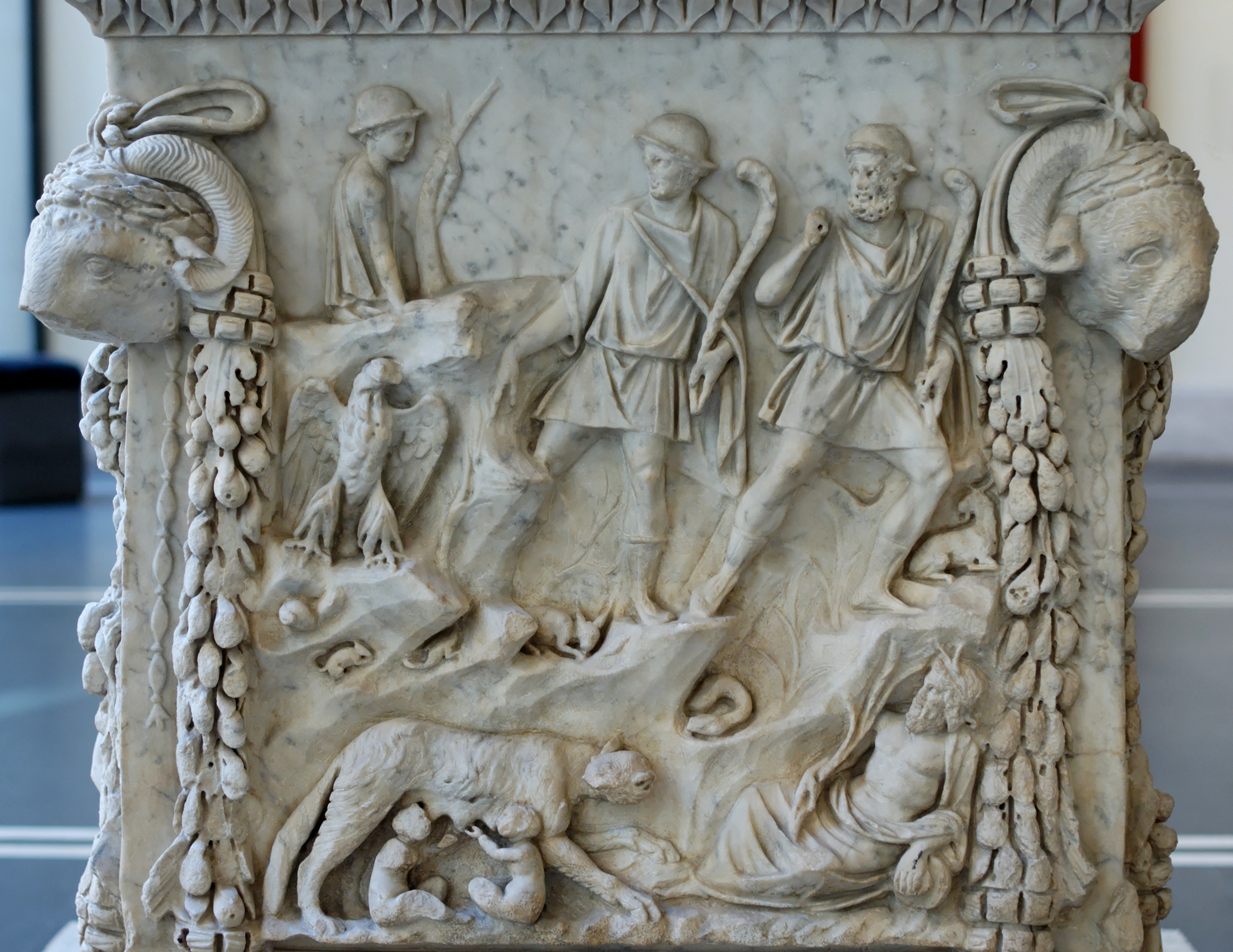
تصویری از داستان‌های لیویوس، کتاب اول، گفتار چهارم او (I.4) که در قربانگاهی در استیا آنتیکا واقع است. در این تصویر تیبرینوس (خدای رود تیبر) در پائین سمت راست اثر دیده می‌شود و ماده گرگ معروف در حال شیر دادن به رموس و رمولوس است، کسانی‌که بنیان‌گذاران شهر روم خوانده می‌شوند. دو چوپان در بالا در حال یافتن آن دو هستند، و یکی از بزهای آنان نیز دیده می‌شود. حیوانات کوچک نمایانگر توحش مکان هستند. عقاب ملّی روم (آکوئیلا) نیز تصویر شده‌است.

از پیدایش روم (به لاتین: Ab Urbe Condita) که گاهی از آن با عنوان Ab Urbe Condita Libri (کتاب‌هایی از زمان تأسیس شهر) نیز یاد می‌شود کتابی بزرگ از تاریخ روم باستان است که بین سال‌های ۲۷ تا ۹ قبل از میلاد توسط تیتوس لیویوس، تاریخ‌نگار رومی، به زبان لاتین نگاشته‌شده‌است. این مجموعه کتاب، وقایع تاریخ روم از رسیدن آینیاس و پناهجویان جنگ تروآ به ایتالیا، تأسیس شهر روم در ۷۵۳ قبل از میلاد، براندازی پادشاهان روم در ۵۰۹ قبل از میلاد گرفته تا عصر خودِ لیویوس و دوران امپراتوری آگوستوس را در برمی‌گیرد. آخرین حادثه‌ای که لیویوس آنرا در کتابش ذکر کرده مرگ نرو کلادیوس دروسوس (فرزندخوانده آگوستوس) در سال ۹ قبل از میلاد است. حدود ۲۵ درصد کتاب (۳۵ کتاب از مجموع ۱۴۲) باقی‌مانده‌است. کتاب‌های باقی‌مانده حوادث از تأسیس روم تا سال ۲۹۳ ق. م و از ۲۱۹ تا ۱۶۶ ق. م را دربرمی‌گیرند.

## ساختار
از پیدایش روم در ابتدا مشتمل‌بر ۱۴۲ کتاب بود، سی و پنج‌تای آنان ــ کتاب‌های یکم تا دهم به‌همراه پیش‌گفتارشان و نیز کتاب‌های بیست و یکم تا چهل و پنجم ــ در شکلی قابل‌قبول برجای‌مانده‌اند. صدمه‌ای که در سده پنجم به یکی از دست‌نوشته‌های کتاب وارد شد سبب ایجاد فواصل زیاد در نوشته‌های کتاب‌های ۴۱ و ۴۳–۴۵ آن شد.

## ترتیب زمانی
کتاب ۱–۵: تأسیس افسانه‌ای شهر روم (از جمله پیاده‌شدن آینیاس در ایتالیا و تأسیس شهر توسط رومولوس)، دوران پادشاهان و جمهوری نوپا تا شکست آن از گالیایی‌ها در ۳۹۰ ق. م (در دسترس)
کتاب ۶–۱۰: جنگ‌ها با آیکوئی‌ها، وُلسکی‌ها، اتروسک‌ها و جنگ‌های سامنیتی تا ۲۹۲ ق. م (در دسترس)
کتاب ۱۱–۲۰: بازه زمانی از ۲۹۲ تا ۲۱۸ ق. م، مشتمل‌بر اولین جنگ کارتاژ
کتاب ۲۱–۳۰: دومین جنگ کارتاژ، از ۲۱۸ تا ۲۰۲ ق. م (در دسترس)
کتاب ۳۱–۴۵: جنگ با مقدونیه و دیگر جنگ‌ها، از ۲۰۱ تا ۱۶۷ ق. م، مشتمل‌بر دومین و سومین جنگ مقدونیه (در دسترس)
کتاب ۴۶–۷۰: از ۱۶۷ ق. م تا وقوع جنگ اجتماعی در ۹۱ ق. م
کتاب ۷۱–۹۰: جنگ داخلی میان سولا و ماریوس تا مرگ سولا در ۷۸ ق. م
کتاب ۹۱–۱۰۸: از سال ۷۸ ق. م تا پایان جنگ‌های گالی در ۵۰ ق. م
کتاب ۱۰۹–۱۱۶: از جنگ داخلی سزار تا قتل او در پانزدهم مارس (۴۹ تا ۴۴ ق. م)
کتاب ۱۱۷–۱۳۳: از قتل سزار تا جنگ اکتاویانوس و مارکوس آنتونیوس و مرگ دومی در ۳۰ ق. م
کتاب ۱۳۴–۱۴۲: از امپراتوری آگوستوس (اکتاویانوس) تا مرگ نرو کلادیوس دروسوس در ۹ ق. م